# Городецький Юхим Наумович
Юхим Наумович Городецький (16 (29) січня 1907 , Вінниця, Подільська губернія  — 20 червня 1993 , Москва ) — український радянський історик та історіограф, доктор історичних наук.

## Біографія
Народився Юхим Городецький 16 січня (29 січня за новим стилем) 1907 року у Вінниці Подільської губернії в єврейській родині.
У 1926—1928 роках навчався в педагогічному технікумі в Києві, член ВКП(б)/КПРС з 1927 року. З 1928 по 1930 рік навчався на етнологічному факультеті Московського державного університету (колишній факультет суспільних наук), потім — в аспірантурі Московського інституту філософії, літератури та історії (1931—1933), який відокремлювався від Московського державного університету, а потім у 1941 році знову був з ним об'єднаний. У 1933—1942 роках — науковий співробітник редакції «Історія громадянської війни в СРСР». Працював у МІФЛІ, в 1935 році під керівництвом Ісака Мінця захистив кандидатську дисертацію на тему «Центральна рада».
У 1940 році Юхим Городецький був призначений доцентом кафедри історії СРСР історичного факультету Московського державного університету імені М. В. Ломоносова, з 1942 року працював в апараті ЦК ВКП(б), одночасно викладав у Вищій партійній школі при ЦК КПРС та Академії державної служби при ЦК.
У 1943 році йому була присуджена Сталінська премія за працю з історії Громадянської війни в Росії. Під час німецько-радянської війни його сім'я була евакуйована на Урал в Красноуфімськ. До Москви Юхим Городецький повернулася в 1944 році. Городецький став лектором ЦК ВКП(б), отримав посаду заступника завідувача відділом науки Управління пропаганди і агітації.
Воював Юхим Городецький на фронтах війни: старшим політруком, мав нагороди за оборону Москви, Сталінграда і Кавказу. Після війни був нагороджений медаллю "За доблесну працю у Великій Вітчизняній війні 1941—1945 рр .. ".
Наприкінці 1940-х років Юхим Городецький був у когорті радянських істориків, проти яких Аркадій Сидоров виступав у рамках кампанії Сталіна в боротьбі з «безродним космополітизмом» — більшість вчених були єврейськими інтелектуалами. Після смерті Йосипа Сталіна в СРСР стали відновлюватися норми історичної науки, і радянські історики в наступне десятиліття прагнули викорінити фальсифікації і спотворення останніх років правління Й. В. Сталіна.
У 1960—1989 роках працював в Інституті історії (з 1968 року — Інститут історії СРСР), обіймав посаду заступника голови Наукової ради Академії наук СРСР «Історія історичної науки». У 1961 році був удостоєний премії імені М. В. Ломоносова за роботи з історії революційної і державної діяльності В. І. Леніна. У 1964 році захистив в Інституті історії докторську дисертацію на тему «Велика Жовтнева соціалістична революція і створення Радянської держави». У наступні роки працював у галузі історіографії Жовтневої революції.

## Наукова діяльність
Член редколегій щорічника «Історія та історики» (1965—1987) і збірника «Історичні записки» (1970—1990).
Автор робіт з історії Російської імперії початку XX століття, епохи Жовтневого перевороту та громадянської війни, проблемам методології, історіографії, джерелознавства та історії радянської культури. Брав участь у створенні низки колективних праць і монографій. Багато робіт Юхима Городецького переведені іноземними мовами.

## Родина
Був одружений з Поліною Веніаміновною Гурович, теж істориком; у них були діти — сини Євген та Олександр, а також донька Інна.
Помер Юхим Городецький 20 червня 1993 року в Москві. Похований на Востряковському кладовищі. В Інституті російської історії РАН зберігається особиста справа Юхима Городецького.

## Основні роботи

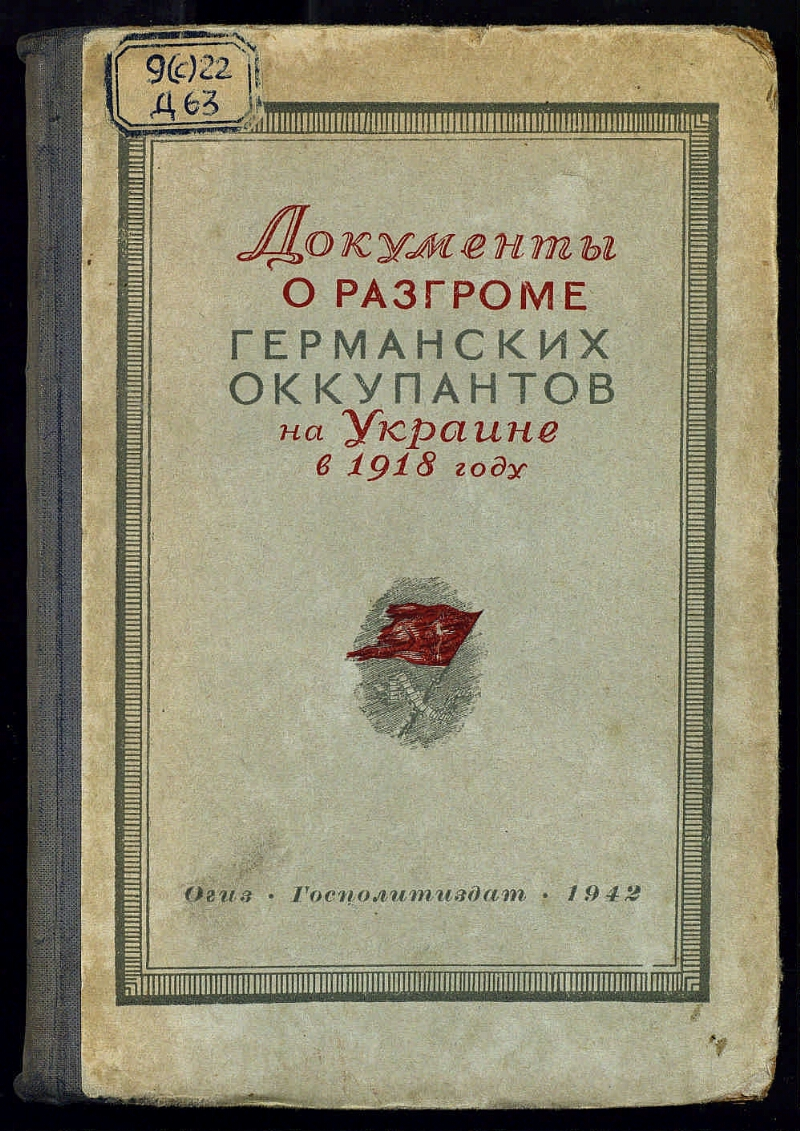
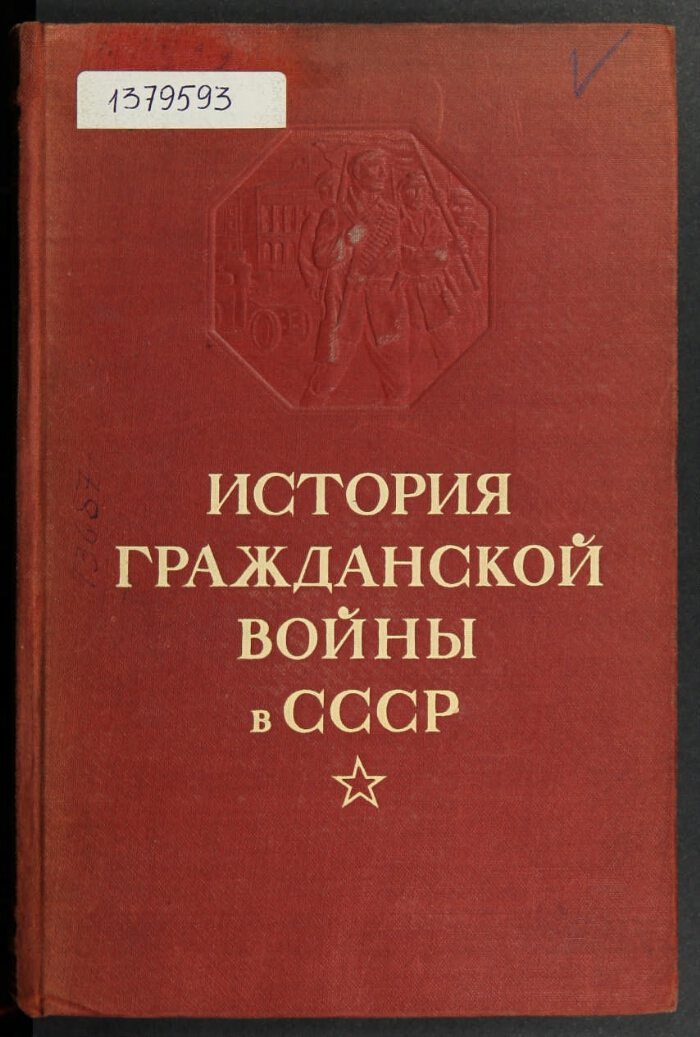

- История гражданской войны в СССР. М., 1942. Т. 2 (член авторского коллектива);
- Бурджалов Э. Н., Городецкий Е. Н., Минц И. И., Яковлев Н. Н. История СССР. Часть III — Вторая половина XIX века — начало XX века. Учебное пособие для слушателей ВПШ при ЦК ВКП(б). М., 1946;
- «Из истории Московского университета. 1917—1941» (1955, редактор);
- «Свердлов. 1885—1919. Жизнь и деятельность» (1961; в соавт.);
- Рождение Советского государства. 1917—1918 гг. М., 1965 (2-е изд. 1987);
- Ленин — основоположник советской исторической науки: история советского общества в трудах В. И. Ленина. М., 1970;
- Свердлов. М., 1971 (в соавт. с Ю. П. Шараповым; в сер. «ЖЗЛ»);
- Советская историография истории Великого Октября. 1917 — середина 30-х гг. М., 1981;
- Историографические и источниковедческие проблемы Великого Октября (середина 30-х-60-е гг.). Очерки. М., 1982.